# Kérou
Kérou est une commune et une ville du nord du Bénin, préfecture du département de l'Atacora.

## Démographie
Lors du recensement de 2013 (RGPH-4), la commune comptait 100 197 habitants, dont 54 276 pour l'arrondissement de Kérou.

## Administration

### Liste des maires de la commune
- 2003-2015 : Abiba Dafia Ouassagari

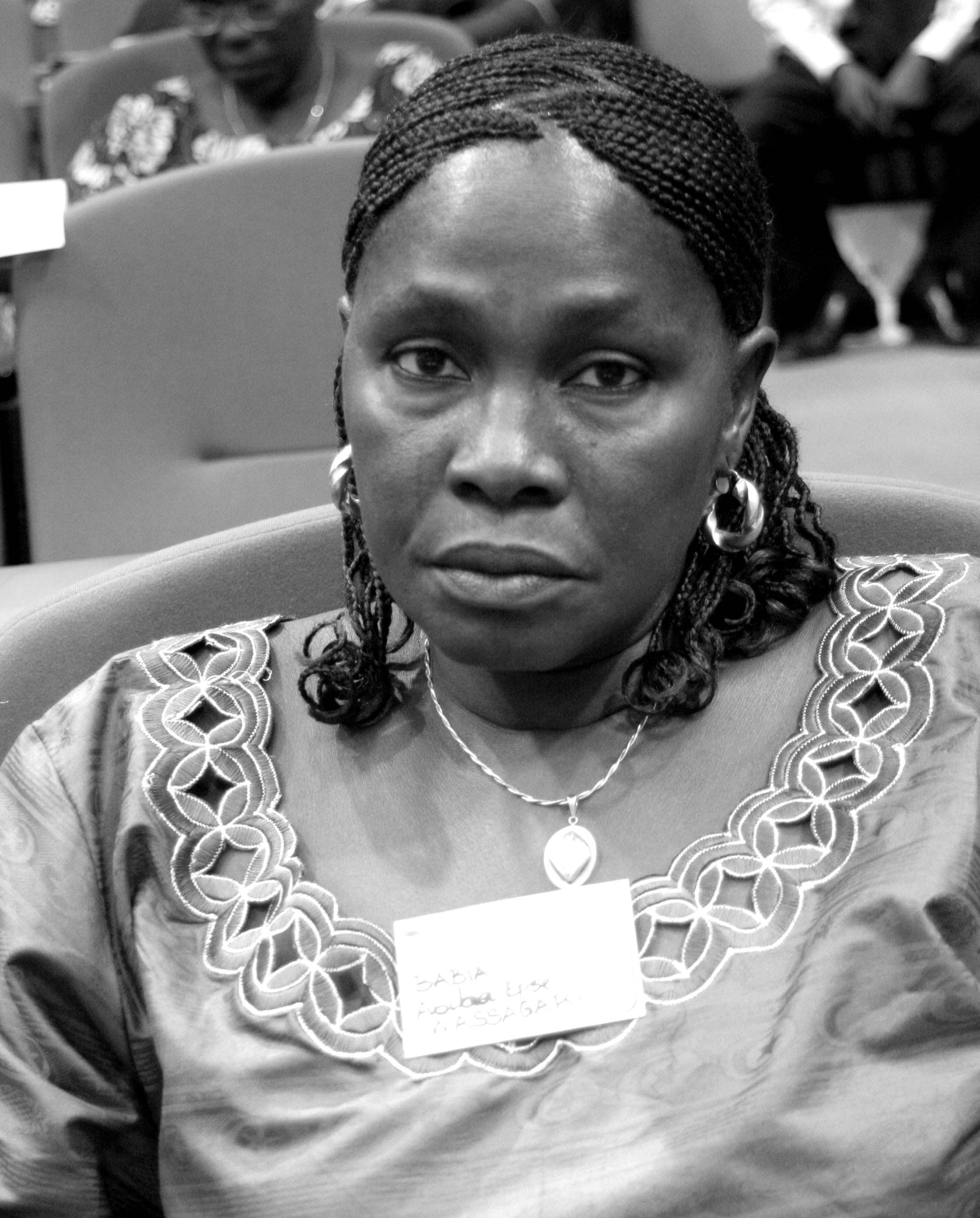
Ancienne maire de Kérou

- Depuis 2015 : Barigui S. Masso

### Accord de coopération
En 2005, la ville établit avec la commune française de Gleizé un accord de coopération décentralisée portant sur l’aide au développement communal.